# رينيه يموان
رينيه يموان (بالفرنسية: René Lemoine)‏ هو مبارز بالسيف فرنسي، ولد في 29 ديسمبر 1905 في نانسي في فرنسا، وتوفي في 19 ديسمبر 1995 في باريس في فرنسا.

## وصلات خارجية
- رينيه يموان على موقع أوليمبيديا (الإنجليزية)